# SyQuest
SyQuest Technology, Inc (auch als SYQT, Inc. bekannt) war einer der führenden Hersteller von Wechselfestplatten. Bis zur Insolvenz Ende 1998 waren die Laufwerke und Medien der Firma Quasi-Inbegriff für Datensicherungs- und -austauschtechnik vor allem sehr datenintensiver Anwendungsbereiche wie der Bildverarbeitung und Druckvorbereitung.
Nach der Insolvenz wurden die meisten Rechte und Patente sowie weite Teile des Unternehmens durch den schärfsten Konkurrenten Iomega übernommen. Das Unternehmen änderte seinen Namen in SyQt und betrieb noch einige Jahre einen Internetshop, in dem beim Tochterunternehmen Syquest Repair aufgearbeitete SyJet- und SparQ-Laufwerke verkauft wurden.
Bis auf wenige Ausnahmen wurden die SyQuest-Laufwerke per SCSI-Schnittstelle mit dem Rechner verbunden.

## Produkte
Folgende Produktmodelle wurden von der Firma SyQuest hergestellt:
| Laufwerk    | Laufwerk | Schnitt- stellen      | Medium | Medium     | Medium                                                                       | Kapazität (formatiert) | Bemerkung                                                                               |
| Name        | Bild     | Schnitt- stellen      | Größe  | Name       | Bild                                                                         | Kapazität (formatiert) | Bemerkung                                                                               |
| ----------- | -------- | --------------------- | ------ | ---------- | ---------------------------------------------------------------------------- | ---------------------- | --------------------------------------------------------------------------------------- |
| SQ306RD     |          | ST506                 | 3,9″   | SQ100      |                                                                              | 005 MB                 |                                                                                         |
| SQ312RD     |          | ST506                 | 3,9″   | SQ200      |                                                                              | 010 MB                 |                                                                                         |
| SQ319RD     |          | ST506                 | 3,9″   | SQ300      |                                                                              | 015 MB                 | 10 MB Kapazität bei MFM-Kodierung                                                       |
| SQ325F      |          | ST506                 | 3,9″   | –          |                                                                              | 020 MB                 | Medium nicht entnehmbar                                                                 |
| SQ338F      |          | ST506                 | 3,9″   | –          |                                                                              | 030 MB                 | Medium nicht entnehmbar                                                                 |
| SQ2542      |          | IDE/AT                | 2 1⁄2″ | ???        |                                                                              | 042 MB                 |                                                                                         |
| Q555        |          | SCSI                  | 5 1⁄4″ | Q400       |                                                                              | 044 MB                 | Wird auch im Atari Megafile 44 verwendet                                                |
| SQ5110      |          | SCSI                  | 5 1⁄4″ | SQ800      |                                                                              | 088 MB                 | Kann auch SQ400-Medien verwenden                                                        |
| SQ5200C     |          | SCSI                  | 5 1⁄4″ | SQ2000     |                                                                              | 200 MB                 | Als externes Laufwerk als SQ200 erhältlich, kann auch SQ400- und SQ800-Medien verwenden |
| SQ3105      |          | SCSI / IDE            | 3 1⁄2″ | SQ310      |                                                                              | 105 MB                 |                                                                                         |
| SQ3270      |          | SCSI / IDE            | 3 1⁄2″ | SQ327      | siehe https://sammlungen-editor. uni-leipzig.de/receive/ ULURZ_mods_00000606 | 270 MB                 | Kann auch SQ310-Medien verwenden                                                        |
| EZDrive 135 |          | SCSI / IDE / Parallel | 3 1⁄2″ | Z135       |                                                                              | 135 MB                 |                                                                                         |
| EZFlyer 230 |          | SCSI / IDE / Parallel | 3 1⁄2″ | EZ230      |                                                                              | 230 MB                 | Kann auch EZ135-Medien verwenden                                                        |
| SyJet       |          | SCSI / IDE / Parallel | 3 1⁄2″ | SQ1500     |                                                                              | 1,5 GB                 |                                                                                         |
| SparQ       |          | IDE / Parallel        | 3 1⁄2″ | ???        |                                                                              | 1,0 GB                 |                                                                                         |
| Quest drive |          | UW-SCSI               | 3 1⁄2″ | Quest disc |                                                                              | 4,7 GB                 |                                                                                         |

Die spätere Verbreitung von gleichzeitig preiswerten und großvolumigen Datenspeichern wie der Compact Disc, der Digital Versatile Disc und USB-Massenspeicher hat diese als sehr zuverlässig bekannten und schnellen Speichermedien völlig verdrängt.